# United World Rebellion: Chapter One
United World Rebellion: Chapter One é o segundo EP do grupo norte-americano de heavy metal Skid Row, lançado em 2013. É o primeiro com a presença do baterista Rob Hammersmith.
Desde o seu lançamento, foi recebido positivamente pelos críticos, por "remeter ao heavy metal nostálgico".

## Faixas
1. "Kings of Demolition" - 4:10
2. "Let's Go" - 2:55
3. "This Is Killing Me" - 4:56
4. "Get's Up" - 4:57
5. "Stitches" - 3:42
6. "Fire Fire" (Bônus para o Reino Unido)
7. "United" (Bônus para o Reino Unido)

## Banda
- Johnny Solinger – vocais
- Scotti Hill – guitarra
- Dave "The Snake" Sabo – guitarra e vocais
- Rachel Bolan – baixo e vocais
- Rob Hammersmith – bateria e percussão